# Cecil Mamiit
Cecil Valdeavilla Mamiit  (Los Angeles, 27 de junho de 1976) é um tenista profissional estadunidense-filipino.
Ele foi vice-campeão individual Jogos Pan-Americanos, em 1999, e também medalhou nos Jogos Asiáticos pelas Filipinas.